# Straden
El municipio de Straden forma parte del Distrito de Südoststeiermark en la región volcánica de Estiria, cercano a Eslovenia y separado por el río Mura. Su primera mención data del año 1179 proveniente del eslavo Straza, que significa "espera" o "punto de mira".

## Historia
Hace millones de años atrás la región oriental de Estiria se encontraba cubierta por un mar que al cortar su conexión al océano, que lentamente se retiró y se convirtió en un lago poco profundo. Los caudalosos ríos que contenían grava de alta mar conformaron el paisaje actual. En el noroeste de Straden se encuentra un volcán extinto.
Un hacha fue descubierta en Hart bei Straden, colocando a los asentamientos humanos desde 3000 años a. C. Cercano a Straden se conoce de asentamientos de una población relativamente densa de la época de la conquista por parte del Imperio Romano de la provincia celta de Noricum, en el 15 a. C.
En el año 500 hubo una masiva inmigración de eslavos a la región de Estiria. En el año 955 se produce la victoria sobre los húngaros, definiendo la frontera. La primera iglesia data de aproximadamente los siglos XI o XII, que fueron hallados durante la instalación de la calefacción y son exhibidos en la Iglesia de San Sebastián. Allí existía una montaña asegurando un castillo de la familia noble que se denominaría "de Merin". El primer pastor local según un documento del año 1188, firmado por el arzobispo de Salzburgo, es "Henricus de Merin".
En 1265 es mencionado el pueblo de Marktl como perteneciente a Merin en un documento. En 1265 Marktl tenía 37 granjas locales y, para 1445 sólo quedaban 12. En 1380, donde actualmente se ubica la plaza de Straden existió un castillo muy importante a nivel local. En el siglo XV Merin tuvo varios nombres: Merein, Marein, Sankt Marein y Sankt Marein am Straden; ello debido a la Iglesia de Santa María.
Desde 1527 Straden tuvo su primera escuela local que era de tipo parroquial. Desde el siglo XVII se crea la peregrinación a "Maria am Himmelsberg" (María en la montaña del cielo), como así también el aumento poblacional con la construcción de la Iglesia de San Florián (Florianikirche). La región sudeste de Estiria sufrió principalmente ataques de los rebeldes húngaros entre 1704 y 1706.
En 1848 se produjo la abolición de la servidumbre, los terratenientes ya no tenían razón de ser y las comunidades políticas debieron hacerse cargo de sus funciones. En 1851 se estableció una oficina de correos y en 1870 la estación de policía. Entre 1886 y 1938 existía en Straden un monasterio y una escuela primaria privada de niñas perteneciente a las Hermanas Educadoras de Graz-Eggenberg.
En los últimos días de la Segunda Guerra Mundial, en 1945, Straden fue severamente dañada es por ello que se dedicaron a su reconstrucción en la primera década de la posguerra, entre ellos se encuentra la construcción de un acueducto entre 1955-1958.

## Economía
Straden continúa siendo un sitio agrícola desde tiempos remotos.

### Turismo
Straden, Stainz, Hof y Krusdorf se caracterizan por la vida en el microcosmos natural, cultural y de lujos en el centro de Europa. Allí se pueden encontrar bodegas, pubs, restaurantes de gourmet y tabernas, además de productores locales y pequeños fabricantes. Se practican actividades en bicicleta y senderismo, así también como visitas a museos, iglesias, proyectos culturales y artísticos.